# (16523) 1991 BP
(16523) 1991 BP là một tiểu hành tinh vành đai chính. Nó được phát hiện bởi Atsushi Sugie ở Dynic Astronomical Observatory Nhật Bản, ngày 19 tháng 1 năm 1991.